# Qajarīyeh-ye Yek (ort i Iran)
Qajarīyeh-ye Yek (persiska: قجریه یک) är en ort i Iran.   Den ligger i provinsen Khuzestan, i den västra delen av landet, 600 km sydväst om huvudstaden Teheran. Qajarīyeh-ye Yek ligger 11 meter över havet och antalet invånare är 800.
Terrängen runt Qajarīyeh-ye Yek är mycket platt. Runt Qajarīyeh-ye Yek är det ganska tätbefolkat, med 144 invånare per kvadratkilometer. Qajarīyeh-ye Yek är det största samhället i trakten. Omgivningarna runt Qajarīyeh-ye Yek är i huvudsak ett öppet busklandskap.